# Simon Löw

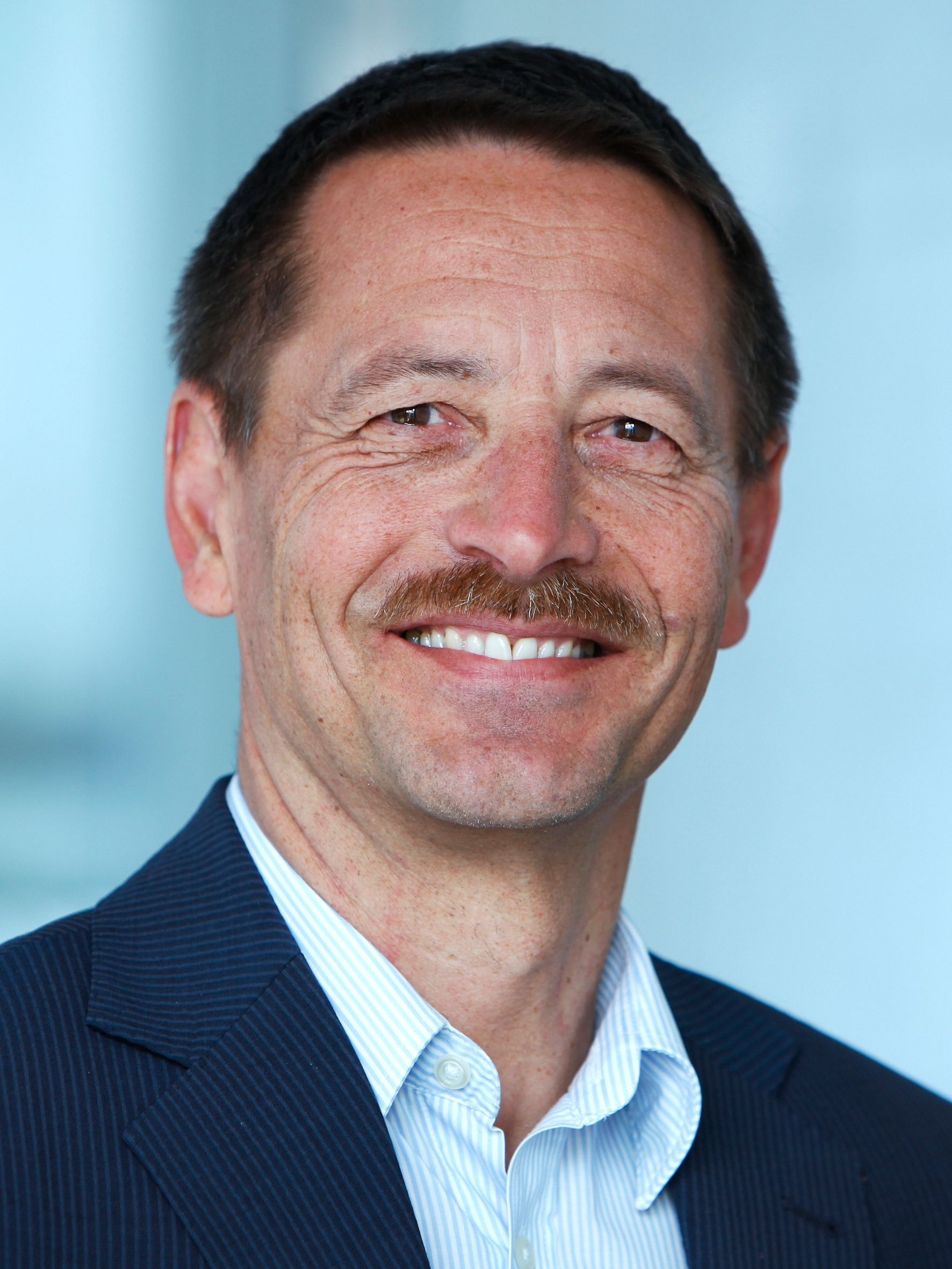
Simon Löw (2011)

Simon Löw (geboren 1956) ist ein Schweizer Geologe und emeritierter Professor für Ingenieurgeologie an der ETH Zürich.

## Werdegang
Löw studierte an der Universität Basel Geologie. Er promovierte zur tektono-metamorphen Entwicklung der Adula-Decke. Ab 1985 arbeitete er für ein Ingenieurunternehmen. Dabei war er in der Entwicklung von Bohrloch-Messmethoden zur Identifizierung und Charakterisierung von Schadstofftransportwegen im geologischen Untergrund tätig. Weiter leitete er Projekte zur Tiefenlagerung von radioaktiven und toxischen Abfällen, zu Tunnelvorhaben wie AlpTransit und zu Erdbeben- und Vulkanrisiken. Von 1993 bis 1996 leitete ein Profit-Center.
1996 folgte er einem Ruf an die ETH, wo er den Bereich Ingenieurgeologie neu aufbaute. Er wirkte dort bis zu seiner Emeritierung 2022 als ordentlicher Professor für Ingenieurgeologie. Während mehrerer Jahre war er Vorsitzender oder stellvertretender Vorsitzender des Geologischen Instituts der ETH.
Neben seinen Tätigkeiten in der Lehre und Forschung an der ETH wirkte Löw international als Experte in den Feldern nukleare Endlagerung, tiefliegende Tunnelbauwerke und Massenbewegungen im Fels.
Löw ist Präsident der nationalen Expertenkommission für Geologische Tiefenlagerung (KNE/EGT).

## Forschung
An der ETH Zürich forschte Löw zu hydro-mechanische Prozessen in geklüfteten Gesteinen. Er leitete eine interdisziplinäre Forschungsgruppe mit circa 20 Mitgliedern aus den Disziplinen Geologie, Hydrogeologie, Geophysik, Felsmechanik und Ingenieurwesen. Forschungsprojekte seiner Gruppe befassten sich mit Setzungen über tiefliegenden Tunnelbauwerken, hydromechanischen Prozessen im Nahfeld von Tunneln und Endlagerstollen, mit dem Grundwasser- und Wärmefluss in geklüfteten Gesteinen sowie mit den Ursachen und Prognose grosser Felsinstabilitäten.